# Antonio Pinedo y Montúfar
Antonio Pinedo y Montúfar (Madrid, 1730 - Buenos Aires, 1801) fue un militar español que fungió como Corregidor de La Paz en la década de 1750, posteriormente combatió contra la rebelión indígena de Túpac Katari en 1781.

## Biografía
Antonio Pinedo y Montúfar nació el 8 de mayo de 1725 en Madrid, hijo de Antonio Gaspar de Pinedo y Fernández Valdivieso y de María Josefa de Montúfar y Frasso. Miembro de una familia hidalga y muy reconocida en la corte, su madre era hermana del primer marqués de Selva Alegre.
Pinedo ingresó pronto al ejército y gracias a las conexiones familiares, su padre consiguió para él el nombramiento de Caballero de la Orden de Santiago. Esto siguió con el nombramiento de Corregidor del Corregimiento de La Paz, Pinedo llegó a ocupar el cargo el 1 de julio de 1757.
El 26 de noviembre de 1751, Pinedo contrae matrimonio con Micaela Justina Bilbao la Vieja y Peñaranda. Ella era hija del general español riojano Pedro Antonio Ambrosio Bilbao la Vieja y Díaz de Espinoza y de Ángela Francisca Peñaranda y Rengifo de Avendaño. El matrimonio tuvo 7 hijos pero solo el menor de ellos, Francisco María, llegó a la edad adulta.
Pinedo cumplió las funciones de Corregidor con gran esmero y llegó a recibir el respeto y admiración de la ciudad de La Paz. Para 1757 realizó un informe detallado del avance de las misiones franciscanas en la región de Apolobamba que se habían instalado a partir de 1754. Pinedo dejó el cargo de corregidor en 1762, pero decidió permanecer en la ciudad y dedicarse a las haciendas que llegó a poseer. 
En 1765 Pinedo regresó a España para recibir su parte de la herencia de sus padres, ambos ya fallecidos, el 10 de marzo de ese año se reparten las posesiones de los padres de Pinedo y él decide regresar a La Paz. Estando en la corte había conseguido que su hermano Ignacio Pinedo y Montúfar fuese nombrado tesorero de las Cajas Reales de la ciudad de La Paz, ambos se embarcaron junto a América a mediados de 1765.
En 1776 fue designado para hacer un control de las cajas reales de Potosí, donde permaneció un año y volvió a La Paz. Para 1779 Pinedo fue elevado al rango de coronel de milicias. En 1780 tuvo una destacada participación cuando se reunió el Cabildo entre el 3 de enero y el 15 de marzo de 1780 para revisar la situación de la Aduana y el cobro de impuestos en la ciudad, Pinedo consideraba que una ciudad con 14.000 habitantes que no contaba con una tropa bien entrenada y con la importante suma de 360.000 pesos en las Cajas Reales era un peligro ante cualquier motín que pudiera darse, además el impuesto de Alcabala debía reducirse al 4% tal como se mantenía en años anteriores a las reformas del rey Carlos III. El corregidor Fermín Gil de Alipazaga tomó muy en cuenta esta opinión y el Cabildo decidió bajar el citado impuesto, además se tomó la decisión de cerrar la Aduana y que el cobro de impuesto lo realizase directamente las Cajas Reales.
El año de 1780 termina de manera trágica para Pinedo, su esposa Micaela Justina muere y deja solo a su esposo con un hijo pequeño. Rápidamente Pinedo busca una nueva esposa que lo ayude en la crianza de su hijo y en los cuidados de su casa, ese mismo año se casa con Rafaela Josefa Crescencia Pinedo Arce, era hija de Agustín Fernando de Pinedo y de María Bartola Arce Báez. Su padre fungía como Presidente de la Real Audiencia de Charcas y era tío de. Antonio Pinedo, por lo que los nuevos esposos resultaban ser primos hermanos.
En 1781 se produce la rebelión indígena comandada por Túpac Katari, quien levantó un ejército de 40.000 aimaras con los que rodeó la ciudad de La Paz desde el 14 de marzo. El comandante Sebastián de Segurola se había encargado de mejorar las murallas y construir fuertes para defender a los 20.000 habitantes de la ciudad, cuando este comandante se ausentaba y salía a combatir a los rebeldes, dejaba el control de la ciudad en manos de Pinedo.
Cuando finalmente la rebelión indígena fue derrotada en noviembre de 1781, Pinedo se encaminó a visitar sus haciendas y principalmente un centro manufacturero que había establecido al sur de la ciudad. Todas sus propiedades habían sido saqueadas y destruidas, a inicios de 1782 Pinedo recibió la cantidad de 900 pesos de parte de su suegra para que pudiese alimentarse él y su esposa embarazada. La situación no mejoró en los años venideros, a pesar de recibir apoyo de su hermano, Pinedo decide abandonar la ciudad y encaminarse a Buenos Aires en 1786.
Cuando llegó a la capital del Virreinato del Río de la Plata, Antonio Pinedo fue recibido por sus familiares que estaban bien establecidos dentro del sistema burocrático de la ciudad. Para 1790 Pinedo ya estaba establecido como tesorero de la ciudad, pero las deudas que había contraído en años anteriores lo obligaron a renunciar a un tercio de su salario en favor de sus acreedores. Antonio Pinedo murió ejerciendo su cargo en 1802.     

## Descendencia
Antonio Pinedo y Montúfar llegó a tener 7 hijos con su esposa Micaela Justina Bilbao la Vieja, pero solo el más joven de ellos llegó a la edad adulta:
- Francisco María, nació en 1779. Su padre lo dejó a cargo de su tío Ignacio Pinedo y Montúfar en 1786, se estableció en la ciudad de La Paz y llegó a ser senador de la República de Bolivia. Se casó 3 veces, cada una con una mujer distinguida de la ciudad, la primera vez con su sobrina María Gertrudis Pacheco Pinedo, que fue hija de José Anselmo Pacheco Revuelta y de Luisa Pinedo, por el lado paterno descendía del coronel Joaquín Revuelta y por el lado materno de la cuarta marquesa de Haro, la pareja no tuvo hijos. La segunda esposa fue Juana Diez de Medina e Indaburu, nieta de Francisco Tadeo Diez de Medina y Tarazona y del Pedro Indaburu, llegaron a tener un hijo de nombre Francisco. La tercera esposa fue Juana María Diez de Medina y Poblete, llegaron a tener 3 hijos: Tomás, Juana y Francisco.

El segundo matrimonio de Pinedo con su prima Rafaela Josefa Pinedo procreó 6 hijos, todos nacidos en Buenos Aires, solo uno llegó a tener descendencia:
- Manuel José, nacido en 1794. Se casó con María Josefa Matilde Grimau Gálvez, con la que llegó a tener 3 hijos.

El 13 de agosto de 1802, Rafaela Josefa vuelve a casarse, esta vez con José Ramón de Mendinueta y Gayoso.